# Francesc Ferran Verneda
Francesc Ferran Verneda (Reus, 1709 - finals del segle xviii) va ser un advocat i polític català i alcalde de Reus el 1777 i 1778.
Fill d'una família de terratinents reusencs, estudià lleis a Cervera i exercí d'advocat a Reus, treballant amb els principals empresaris i comerciants locals. Vinculat ideològicament amb el sector conservador, va ser en diferents moments regidor vitalici, regidor degà i batlle de Reus.
L'historiador Andreu de Bofarull explica que en el seu exercici d'advocat a Reus va defensar el comerç local davant dels intents tarragonins de monopolitzar la distribució dels productes agrícoles i de l'aiguardent. En dona exemples Manuel de Aliaga Bayod en el seu manual El escribano perfecto: espejo de escribanos teórico-práctico, a l'edició de Barcelona: Joan Serra, 1806, volum I pàgina 96. Com a alcalde va aplicar una nova legislació que conferia a la ciutat el nomenament d'alcaldes de barri per a cada un dels districtes municipals. De les quatre primeres persones que van ocupar aquest lloc, dues eren comerciants i dues pertanyien al gremi d'argenters. Al final del seu mandat va fer una nova reglamentació urbanística on determinava que l'amplada dels carrers havia de ser de 30 pams, i va posar en funcionament cinc noves fonts, quatre a la plaça del Quarter i una a la plaça de les Monges (actual plaça de Prim), amb un tub soterrat per a subministrar aigua a les monges carmelites del convent que allí hi havia.